# Henri Boulad

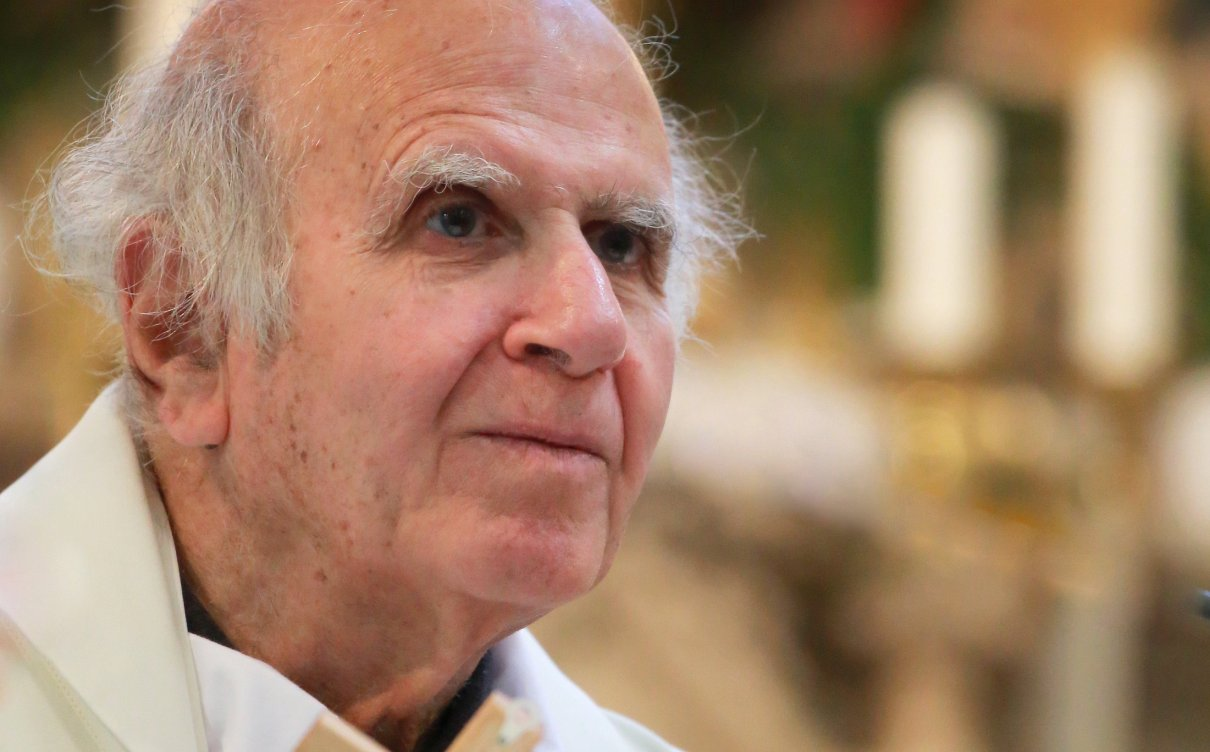
Henri Boulad (2014)

Henri Boulad SJ (* 28. August 1931 in Alexandria; † 14. Juni 2023 in Kairo) war ein ägyptischer Jesuit, Mystiker und Buchautor. Seit 2017 besaß er neben der ägyptischen und libanesischen auch die ungarische Staatsbürgerschaft.

## Leben
Henri Boulad, Sohn einer italienisch-syrischen Familie, trat im Jahr 1950 der Ordensgemeinschaft der Jesuiten bei und absolvierte sein zweijähriges Noviziat in Bikfaya im Libanon. Anschließend studierte er in Frankreich von 1952 bis 1954 Literaturwissenschaften in Laval und von 1954 bis 1957 Philosophie in Chantilly. Er lehrte zwei Jahre lang am Jesuitenkolleg in Kairo und studierte von 1959 bis 1963 Katholische Theologie im Libanon. Er empfing 1963 im melkitischen Ritus die Priesterweihe. 1965 nahm er an einem ordensinternen Ausbildungsprogramm der Jesuiten in Pomfret (Connecticut) teil und absolvierte ein Promotionsstudium der Psychologie an der Universität Chicago.
Ab 1967 war er in Ägypten tätig. Er war Oberer der Jesuiten von Alexandrien, Regionaloberer der Jesuiten Ägyptens sowie Professor der Theologie in Kairo. Von 1984 bis 1995 war er Leiter der Caritas in Ägypten und Präsident der Caritas Nordafrikas und des Mittleren Ostens. Von 1991 bis 1995 war er Vizepräsident von Caritas International für den Nahen Osten und Nordafrika. 2004 wurde er Rektor des Jesuitenkollegs von Kairo.
Mit seinem 2007 geschriebenen Brief SOS pour l’Église d’aujourd’hui („SOS für die Kirche von heute“) an Papst Benedikt XVI., der 2009 veröffentlicht wurde, mahnte er ein Umdenken in der katholischen Kirche an und trat für eine theologische und spirituelle Neubesinnung und Vertiefung der kirchlichen Verkündigung verbunden mit pastoralen und katechetischen Reformen ein, die im Rahmen einer Generalsynode der Weltkirche abgestimmt werden sollten. 2010 stellte er fest, dass Europa „die Seele abhanden gekommen sei“.
Im Frühjahr 2017 erwarb er die ungarische Staatsbürgerschaft. Nach eigener Darstellung wollte er auf diese Weise seine Unterstützung für die restriktive Flüchtlingspolitik Ungarns unter Ministerpräsident Viktor Orbán zum Ausdruck bringen.
Seine zahlreichen Bücher hat Boulad in vierzehn Sprachen veröffentlicht, darunter Französisch, Arabisch und Deutsch.

## Ehrungen und Auszeichnungen
Henri Boulad wurde mehrfach ausgezeichnet:
- Französischer Verdienstorden Ordre national du Mérite (Offizier, 1982)
- Französischer Verdienstorden Ordre national du Mérite (Kommandeur, 1992)
- La Croix d’Or de Caritas (1995)
- Ordre des Palmes Académiques (Ritter, 2001)
- Ordre des Palmes Académiques (Komtur, 2005)

## Schriften (Auswahl)
- Mystische Erfahrung und soziales Engagement. Müller, Salzburg 1997, ISBN 3-7013-0950-7.[9]
- Jesus in diesen Tagen. Zwölf moderne Gleichnisse. (Topos-Plus-Taschenbücher; Bd. 377). Matthias-Grünewald-Verlag, Mainz 2001, ISBN 3-7867-8377-2.[10]
- Die Vernunft des Herzens. Wohin die Seele strebt. 4. Auflage. Müller, Salzburg 2003, ISBN 3-7013-1071-8.[9]
- Stärkeres Tun, stärkeres Sein. Leid und Sendung der Frau. 2. Auflage. Müller, Salzburg 1999, ISBN 3-7013-0963-9.[10]
- Samuel, Samuel! Alexandrinische Predigten (Topos-Plus-Taschenbücher; Bd. 450). Matthias-Grünewald-Verlag, Mainz 2002, ISBN 3-7867-8450-7.[10]
- Gottessöhne, Gottestöchter. Gelebte Existenzreligion (Topos-Plus-Taschenbücher; Bd. 517). Matthias-Grünewald-Verlag, Mainz 2004, ISBN 3-7867-8517-1.[10]
- Les dimensions de l'amour. Michel, Paris 1996, ISBN 2-226-08731-1.
  - deutsch: Dimensionen der Liebe. Persönliche Aufzeichnungen. Edition Tau, Mattersburg 1996, ISBN 3-900977-10-0.
- L'homme et le mystère du temps. Édition Téqui, Paris 1987, ISBN 2-85244-836-X.
  - deutsch: Alles ist Gnade. Der Mensch und das Mysterium der Zeit. 3. Auflage. Müller, Salzburg 2003, ISBN 3-7013-1070-X.
- Der mystische Leib. Kosmischer Zugang zur Eucharistie. Edition Tau, Bad Sauerbrunn 1993, ISBN 3-900977-28-3.
- Sturm und Sonne. Christus als Stein des Anstoßes in Europa. Müller, Salzburg 2010, ISBN 978-3-7013-1174-3.[9]
- Die tausend Gesichter des Geistes. Müller, Salzburg 2001, ISBN 3-7013-1042-4.[9]
- L'homme face à sa liberté. L'anti-destin. Presses de la Renaissance, Paris 1999, ISBN 2-85616-731-4.
  - deutsch: Ordne deine Tage in Freiheit. Selbstverwirklichung und Erlösung. Herold-Verlag, Wien 2000, ISBN 3-7008-0331-1.[10]